# Оберотмарсхаузен
Оберотмарсхаузен (њем. Oberottmarshausen) општина је у њемачкој савезној држави Баварска. Једно је од 46 општинских средишта округа Аугсбург. Према процјени из 2010. у општини је живјело 1.660 становника. Посједује регионалну шифру (AGS) 9772186.

## Географски и демографски подаци
Оберотмарсхаузен се налази у савезној држави Баварска у округу Аугсбург. Општина се налази на надморској висини од 534 метра. Површина општине износи 8,6 km². У самом мјесту је, према процјени из 2010. године, живјело 1.660 становника. Просјечна густина становништва износи 193 становника/km².